# اومبرتو ساراکو
اومبرتو ساراکو (انگلیسی: Umberto Saracco؛ زادهٔ ۱۰ آوریل ۱۹۹۴) بازیکن فوتبال است.
از باشگاه‌هایی که در آن بازی کرده‌است می‌توان به باشگاه فوتبال کوزنتسا کالچو اشاره کرد.